# Delias daniensis
Delias daniensis is een vlindersoort uit de familie van de Pieridae (witjes), onderfamilie Pierinae.
Delias daniensis werd in 2003 beschreven door van Mastrigt.